# MouTV
MouTV és la televisió pública dels Transports Metropolitans de Barcelona (TMB). Es pot veure en les pantalles de diversos transports de TMB i la seva programació rau en notícies d'actualitat nacional i internacional així com anuncis de conducta cívica al transport públic i programes sobre esdeveniments relacionats amb TMB. Els programes i les notícies es van alternant amb anuncis.
Durant l'any 1994 als autobusos de Barcelona hi havia un precedent de MouTV, anomenat Telebus. El Telebus era senzillament un panell de notícies escrites i sense cap imatge. L'any 2006 es va instal·lar l'actual model de pantalles. Encara que no va ser fins al 2011 que es va fundar MouTV.